# Jacobaea taurica
Jurinea taurica — вид квіткових рослин з родини айстрових (Asteraceae).

## Поширення
Ендемік Криму, Україна.
Senecio tauricus, мабуть, географічно та екологічно обмежений лучними та лучно-степовими рослинними угрупованнями безлісних плато (яйл) Кримських гір.